# رادولان ساهيرون
رادولان ساهيرون هو فلبيني مسلم، وقيادي بارز في جماعة أبو سياف، ويقال أنه تولى قيادة المنظمة بعد وفاة خذافي جانجالاني في سبتمبر 2006. ولد في جزيرة جولو في مقاطعة سولو بالفلبين، ويتحدث اللغة التوسوكية والعربية. فقد ذراعه الأيمن في أحد المعارك، بدأ قتال الحكومة الفلبينية في السبعينات.

## نشاطه
وضعت حكومة الولايات المتحدة مكافأة قدرها مليون دولار لمن يساعد في الإيقاع به، وذلك لأنه شارك في عملية خطف مواطن أمريكي في 14 نوفمبر 1993، حيث تم حجزه لمدة 23 يومًا ثم تم إطلاق سراحه في 7 ديسمبر 1993.
كما لعب دورًا بارزًا في عملية خطف ثلاثة أمريكيين و17 فلبيني من منتجع سياحي في بالاوان في مايو 2001، وتم قتل عدد من الرهائن في هذه العملية.
وفي يوليو 2016، قاد 130 مقاتل من جماعة أبو سياف في معركة ضد القوات المسلحة الفلبينية في أدغال مقاطعة سولو، وقالت الحكومة أن جنديًا قد قُتل وأُصيب ستة أخرين.
ويقال أنه اعتقل من قِبل القوات الفلبينية في أبريل عام 2017، بشرط عدم تسليمه إلى الولايات المتحدة.